# Józef Nasi
Józef Nasi także Józef Nassi, João Miquez, Yasef Nassi (ur. 1524 w Portugalii, zm. 1579 w Stambule) – żydowski dyplomata i urzędnik na imperialnym dworze Osmanów w czasie rządów Sulejmana Wspaniałego i Selima II.
Nasi urodził się w Portugalii jako marrani. Jego rodzina ukrywała wyznanie żydowskie z powodu jego nielegalności. Nasi był przyjacielem późniejszego cesarza Maksymiliana II, siostrzeńca cesarza i króla Hiszpanii, Karola V. Uciekł do Portugalii, gdy cesarz skonfiskował majątek rodziny Mendes, następnie, razem z ciotką Doña Gracia Mendes Nasi, wyjechał do Antwerpii, gdzie wpływy inkwizycji były mniejsze. Studiował na uniwersytecie w Leuven, jednak z powodu kłopotów z inkwizycją musiał wyjechać z Niderlandów w 1547 roku. Udał się do Francji, potem do Wenecji, ostatecznie znalazł się na ziemiach osmańskich.
Po przybyciu do Stambułu wsparł Selima w walce o tron z Bajazydem. W uznaniu zasług został wysokiej rangi dyplomatą i ministrem.
Dzięki swoim znajomościom handlowym w Europie wpływał znacząco na politykę zagraniczną imperium. Nasi negocjował z Rzecząpospolitą warunki porozumień o przedłużeniu pokoju oraz próbował wpływać na wybór nowego króla.
W czasie wojny turecko-weneckiej negocjacje Nasiego z wspólnotą żydowską na weneckim Cyprze spowodowała ich wypędzenie przez Włochów z wyspy w czerwcu 1568 roku.
Nasi, wykorzystując prywatne kontakty, przyczynił się do antyhiszpańskiego powstania w Niderlandach, które znajdowały się we władzy Habsburgów.
Za te osiągnięcia Selim mianował Nasiego księciem w zdobytym uprzednio księstwie Naksos, potem był też władcą Andros.